# Abterode
Abterode ist ein Ortsteil und Sitz der Gemeindeverwaltung der Gemeinde Meißner im nordhessischen Werra-Meißner-Kreis.

## Geographische Lage
Der Ort liegt am Fuße des Hohen Meißners (754 m über NHN). Die Entfernung zur Kreisstadt Eschwege beträgt 9 km. Der Berka-Zufluss Kupferbach verläuft entlang dem nordwestlichen Ortsrand. Die Landesstraßen L 3241, L 3243 und L 3335 treffen im Ort aufeinander.

## Geschichte
Ruthard, Abt des Klosters Fulda (1075–1096), gründete um 1076 die dem Heiligen Vincentius geweihte Benediktiner-Propstei Abbetesrode, um die sich dann das Dorf Abterode entwickelte. Mit der Einführung der Reformation in der Landgrafschaft Hessen wurde das Dorf 1527 protestantisch. Die Propstei, deren Konvent wohl bereits zuvor wegen schwindender Bedeutung aufgelöst worden war, folgte jedoch erst 1544, als der Fürstabt von Fulda, Philipp Schenk zu Schweinsberg, seinen Vetter Rudolf Schenk zu Schweinsberg, landgräflicher Rat und Landvogt an der Werra, mit ihr belehnte und dieser sie in eine Pfarrei und Schule umwandelte und die Propstei mit der Ortspfarrei vereinigte. Damit verlor die unweit östlich des Dorfs auf einer Anhöhe gelegene, im 14. Jahrhundert erbaute Totenkirche ihre Funktion als Pfarrkirche; sie ist seit 1809 Ruine. Die Propsteikirche, eine dreischiffige Säulenbasilika, wurde wegen irreparabler Schäden 1867 abgebrochen und von 1867 bis 1868 durch die heutige Kirche ersetzt, einen historisierender Bau in klassizistischer Tradition mit romanisierenden, aber auch gotisierenden Formen.
Im Osten des Dorfs liegt die sogenannte „Bergfreiheit“, wo Bergleute des wenige Kilometer nördlich befindlichen und vom 15. bis zum 19. Jahrhundert betriebenen Kupferbergwerks „Grube Gustav“ angesiedelt wurden. Bei der Säkularisation der Propstei wurde dieses Gebiet den Bergleuten in Erbpacht gegeben und wird seitdem die „Bergfreiheit“ genannt.
Abterode war in Kurhessen (ab 1821) Sitz eines Justizamtes und nach der Annexion Kurhessens durch Preußen ab 1867 Sitz des Amtsgerichtes Abterode.
Abterode hatte eine größere jüdische Gemeinde mit einer staatlich anerkannten Israelitischen Elementarschule von 1840 und einer Synagoge von 1870. In der Zeit des Nationalsozialismus wurden 47 Abteroder Einwohner jüdischer Herkunft deportiert und ermordet.
Am 31. Dezember 1971 schlossen sich im Zuge der Gebietsreform in Hessen die bis dahin selbständigen Orte Abterode, Alberode, Germerode, Vockerode, Weidenhausen und Wellingerode zur neuen Gemeinde Meißner zusammen.

## Infrastruktur

### Freizeit
In Abterode gibt es eine Freizeitanlage mit einer Kneipp-Wassertretanlage, eine Sportanlage, ein Bürgerhaus, eine Skateranlage, eine Tennisanlage, eine Sportschießanlage, eine Kegelbahn und viele Kilometer ausgeschilderter Wanderwege.

### Nahversorgung
Dem Wegfall lokaler Einkaufsmöglichkeiten auf dem Lande wird in Abterode, als einem der drei ersten Dörfer in Hessen, mit dem neuen Einzelhandelskonzept Lädchen für alles begegnet. Für einen lokalen Träger stellt das Fuldaer Unternehmen Tegut Konzept, Waren und Einrichtung eines kleinen Lebensmittelladens, ähnlich dem Angebot eines „Tante-Emma-Ladens“, zur Verfügung. Der lokale Betreiber ergänzt dieses Kernangebot durch weitere Handels- und Dienstleistungskomponenten, wie Postdienst, Reinigungsannahme, Dorf-Café, Apothekendienst, Bankdienst etc.

## Kultur und Sehenswürdigkeiten
- Die denkmalgeschützte Totenkirche, die ehemalige evangelische Pfarrkirche, erbaut im 14. Jahrhundert, seit 1809 Ruine
- Die Pfarrkirche, erbaut 1867/68
- Die ehemalige Synagoge, 1870 als freistehender neuromanischer Bau errichtet. Sie hat einen quadratischen Grundriss und ist mit einem Walmdach gedeckt, die Fassaden sind durch Lisenen gegliedert. Der Eingangsrisalit an der Westseite ist mit einem Rundbogenportal ausgestattet. Im Inneren sind Reste bauzeitlicher Ausmalung, wie Davidsterne und Pflanzenornamente erhalten.[10]
- Der jüdische Friedhof befindet sich südwestlich des Ortes auf dem Rehberg, er wurde 1660 für fünf Gemeinden als Sammelfriedhof angelegt. Die Formensprache der 490 Mazewot (Grabsteine) aus der Zeit des 18. bis 20. Jahrhunderts ist schlicht.[10]
- Der Bärenstein (Steingebilde) und Frau-Holle-Ort
- Das Besucherbergwerk Grube Gustav, ein ehemaliges Kupferbergwerk
- Freizeitanlage mit einer Kneipp-Wassertretanlage und einem Mehrzwecksportfeld

## Persönlichkeiten

### Söhne und Töchter
- Johannes Brehm (1810–1891), Bürgermeister in Abterode und Abgeordneter des Kurhessischen Kommunallandtages
- Helene Brehm (1862–1932), Lehrerin und Heimatdichterin
- Erika Flocken (1912–1965), Ärztin

### Weitere Persönlichkeiten
- Burkard Waldis (um 1490–1556), evangelischer Geistlicher und Dichter, starb in Abterode.